# Филимонов, Владимир Николаевич
Влади́мир Никола́евич Филимо́нов (21 июля 1965, Пермь, СССР) — советский и российский футболист, нападающий.

## Карьера
В сезоне 1990 забил «покер» в ворота «Дружбы» (Йошкар-Ола) (6:0).
В 1993 году установил рекорд первой лиги, забив 37 мячей, в том числе три гола в ворота «Зенита» в Санкт-Петербурге (матч закончился со счетом 5:1 в пользу «Звезды»).
В Чемпионате России 1994 стал лучшим бомбардиром «Жемчужины», а 10 мая оформил хет-трик в ворота московского «Торпедо».
В 1998 году по приглашению Виктора Слесарёва перешёл в «Кузбасс». Под его руководством он также отыграл 7 сезонов в Перми («Звезда») и полгода в Ижевске («Газовик-Газпром»).
Последние сезоны выступал в чемпионате Сочи, работал детским тренером. В 2004 году остался работать в ресторане «Чешское пиво», который является частью сети бывшего партнёра Филимонова по команде и КВНщика Руслана Хачмамука («Утомлённые солнцем»).

## Достижения
- Обладатель Кубка РСФСР: 1987
- Лучший бомбардир первой лиги России 1993 (37 голов)